# Wan Khalmizam
Wan Khalmizam, född 21 augusti 1986, är en malaysisk bågskytt. Han deltog vid olympiska sommarspelen 2008.